# Dirona pellucida
Dirona pellucida Volodchenko, 1941 è un mollusco nudibranchio della famiglia Dironidae.